# Фредерік Джон Робінсон, 1-й віконт Годрік
Фредерік Джон Робінсон, 1-й віконт Годрік (англ. Frederick John Robinson, 1st Viscount Goderich; 1 листопада 1782 — 28 січня 1859) — британський державний діяч, 24-й прем'єр-міністр Великої Британії з 1827 до 1828 року.

## Біографія
Здобув освіту у Кембриджському університеті.
Став членом парламенту у 1806 році. У 1812 році зайняв пост таємного радника, займав різні нижчі посади в уряді лорда Роберта Дженкінсона. Підтримував запровадження хлібних законів у 1815 році, що стали згодом причиною масових заворушень у Лондоні.
У 1818 році був запрошений до кабінету міністрів, де посів посаду голови торгової палати. Невдовзі став канцлером скарбниці. У 1827 році — міністр колоній. Того самого року отримав титул пера (1-й віконт Ґодрич).
З 31 серпня 1827 до 21 січня 1828 року — прем'єр-міністр Великої Британії (поступився місцем герцогу Веллінгтону). В уряді лорда Ґрея повторно займав пост міністра колоній.
У 1830—1833 роках також обіймав посаду президента Королівського географічного товариства. У 1833 році отримав титул графа Ріпона і був призначений лордом-хранителем Малої печатки. Наступного року вийшов у відставку. У 1834—1845 роках — президент Королівського літературного товариства.
У 1841 році повернувся до політики і знову став главою торгової палати, а також контрольної палати в уряді сера Роберта Піля.
У 1846 році пішов у відставку. Помер у своєму маєтку у 1859 році.

## Родина
Син — Джордж Фредерік Ріпон, політик, віце-король Індії.